# Пэйдж, Майкл
Майкл Джером Риш-Пэйдж (англ. Michael Page; род. 7 апреля 1987, Паддингтон, Лондон, Великобритания) — английский кикбоксер, ушуист, каратист, боксёр полутяжёлого веса и боец смешанных единоборств полусреднего веса, выступающий под эгидой организации UFC, раннее выступал в Bellator, более известный как Майкл «Venom». Отличается особым стилем ведения боя, который возник из фристайл кикбоксинга и спортивного каратэ. Занимает 10 строчку официального рейтинга UFC в среднем весе.

## Биография
Майкл родился в Госпитале Св. Марии в Лондоне у Кертиса Пэйджа и Полины Риз. Его отец родом из Тринидада, а его мать, медсестра, родом с Ямайки. У него девять братьев и сестёр, трое из которых приёмные. Пэйдж учился в школе Квинтина Кинастона в St John’s Wood, вместе с олимпийским дзюдоистом Эшли Маккензи. 20 ноября 2024 боец принял ислам.

## Спортивная карьера
Его отец, мастер Кертис Пэйдж, трёхкратный чемпион мира по кикбоксингу, был его первым тренером. Его сестра Сефена и братья Кертис-младший, Джейми и Калон также являются чемпионами мира по кикбоксингу. Поскольку почти все в его семье участвовали в боевых искусствах, Майкл считал естественным следовать этому примеру.
Пэйдж принял участие в первом турнире по кикбоксингу в возрасте 5 лет. Он выиграл 10 чемпионатов мира по кикбоксингу. К 13 годам Пейдж начал участвовать в соревнованиях для взрослых. Для этого он тренировался по пять часов в день в течение пяти дней в неделю. Ещё одна победа в титуле чемпиона мира была на WAKO World Championships 2007 (Коимбра), где на полуконтактном дивизионе −89 кг он выиграл золотую медаль после победы над Дейвом Хеффернаном. Он также участвовал в WAKO Austrian Classics Worldcup 2008 (Kufstein), выиграв золото в полуконтактном дивизионе −84 кг с Криштианом Яроскевичем. Майкл был назначен главным тренером WKA — возглавил команду на чемпионате мира WKA 2009 (Уэльва), победив Бена Стюарта, чтобы претендовать на золото в первом полуконтактном призовом конкурсе организации и бронзе в группе с лёгким контактом — 90 кг. Затем он участвовал в чемпионате мира WAKO 2009 (Линьяно Саббьядоро) и занял второе место в полуконтактном дивизионе −84 кг, после победы над Криштианом Яроскевичем. 4 сентября 2010 года он соревновался на World Combat Games 2010 (Пекин) в полуконтактном дивизионе −84 кг, где он выиграл серебро, проиграв золото победителю дивизии Криштиану Яроскевичу.

### Смешанные единоборства
Пейдж решил перейти в смешанные боевые искусства . Он решил тренироваться в London Shootfighters в июле 2011 год. Он хотел сражаться в лёгком весе и поэтому проводил до семи часов в тренажёрном зале.

### UCMMA
Майкл Пэйдж провёл дебютный в MMA бой на UCMMA 26 против Бена Дишмана 4 февраля 2012 года и выиграл с помощью технического нокаута в первом раунде.
7 апреля 2012 года Пэйдж столкнулся с Мигелем Бернардом на UCMMA 27 в весовой категории 176 фунтов, несмотря на то, что он весил 165 фунтов. Этот бой также закончился победой Майкла в первом раунде.
Пэйдж ненадолго вернулся к кикбоксингу, когда он сражался в поединке Великобритании-1 18 августа 2012 года на UCMMA 29. Он бросил вызов на UCMMA UK-1 в полусреднем весе Питеру Ирвингу в поединке за пояс. Однако, Ирвинг был отстранён от боя из-за травмы шеи и был заменён на Джефферсона Джорджема после того, как ещё три оппонента выбыли в течение месяца по разным причинам. Майкл выиграл бой после того, как провёл две точные ударные комбинации во втором раунде.

### Bellator ММА
После победы в поединке с Джефферсоном Джорджем в Великобритании-1, Пэйдж объявил, что он подписал контракт на пять боев в Bellator MMA.
Майкл дебютировал 21 марта 2013 года в Bellator 93. Он столкнулся с Райаном Сандерсом и выиграл нокаутом за 10 секунд в первом раунде.
Следующий бой был запланирован против Маркуса Аурелио на Bellator 120 17 мая 2014 года, но Аурелио снялся из-за травмы. Рикки Рейни был немедленно найден в качестве замены и был проинформирован о своём противнике за неделю до боя. Майкл выиграл техническим нокаутом в первом раунде.
Следующий бой был против Нах-Шонома Баррелла на Bellator 128 в качестве основного события 10 октября 2014 года. Он выиграл единогласным решением (30—27, 30—27, 30—27). За это выступление он получил похвалу от Андерсона Сильвы.
Пэйдж должен был сразиться с Curtis Millender на Bellator 134. Однако Майкл был снят с боя из-за рассечения над его левым глазом, которое он получил во время тренировочного процесса. Его заменил Бреннан Уорд.
Далее он столкнулся с Руди Бирс на Bellator 140 17 июля 2015 года. Он выиграл нокаутом в первом раунде.
Майкл сражался с Чарли Онтиверосом на Bellator 144 23 октября 2015 года и с Джереми Холлоуэем на Bellator 153 22 апреля 2016 года,
В бою с Эванжелиста Сантусом, Майкл вырубил Сантуса в прыжке коленом во втором раунде и сломал ему лобную кость.
Пэйдж бился с Дэвидом Рикельсом 25 мая 2018 года на Bellator 200. Он выиграл бой из-за удара во втором раунде, который открыл рассечение над левым глазом Рикельса.

### Боксёрская карьера
Майкл провёл свой дебютный в боксе бой 20 октября 2017 года на Hayemaker Ringstar Fight Night против Джонатана Кастано в качестве основного события. Он выиграл техническим нокаутом в третьем раунде.
Пэйдж хотел сразиться на Hayemaker Ringstar Fight Night 2 (Йорк-холл) 16 февраля 2018 года, но Bellator желал назначить его бой в MMA, прежде чем позволить ему совершить ещё один боксёрский бой.
Ожидалось, что он будет сражаться в андеркарте Хэй против Беллу II, но Bellator помешал ему участвовать из-за предстоящего Bellator 200.
Майкл сражался с Михал Ciach в Hayemaker Ringstar Fight Night 3 15 июня 2018 года. Он выиграл нокаутом во втором раунде.

## Награды и состязания
| - Всемирные игры боевых искусств - Серебряный призёр чемпионата мира 2010 года - Всемирная ассоциация кикбоксинговых организаций - 2011 WAKO ирландский Открытый — Серебряный призёр - 2009 WAKO Мировой чемпионат — Серебряный призёр - 2009 WAKO ирландский Открытый — Серебряный призёр - 2009 WAKO Австрийская классика Кубок мира — Золотой медалист - 2009 WAKO Австрийская классика Кубок мира — Золотой медалист - 2008 WAKO ирландский Открытый — Серебряный призёр - 2008 WAKO Австрийская классика Кубок мира — Золотой медалист - 2007 WAKO Мировой чемпионат — Золотой медалист - Всемирная ассоциация кикбоксинга - 2009 Чемпионат мира WKA — Бронзовый медалист - 2009 Чемпионат мира WKA — Золотой медалист - Международная ассоциация спортивного каратэ - 1998 Открытый чемпионат мира по боевым искусствам ISKA в США — Золотой медалист | - Мировые награды MMA - 2016 Нокаут года против Евангелисты Сантоса - MMAjunkie - 2016 Июль Нокаут месяца против Евангелисты Сантос - 2016 Нокаут года против Евангелисты Сантоса - Sherdog - Топ-10 Шердога: Величайшие одиночные удары в истории ММА (№ 4) против Евангелисты Сантоса - Топ-10 Шердога: нокауты Беллатора ММА (№ 2) против Евангелисты Сантоса - 2016 Нокаут года против Евангелисты Сантоса - theScore - Самые разрушительные нокауты ММА 2016 года (№ 1) против Евангелиста Сантоса - Bleacher Report - 2016 Нокаут года против Евангелисты Сантоса |

## Статистика в смешанных единоборствах
| Боёв 27  | Побед 24 | Поражений 3 |
| -------- | -------- | ----------- |
| Нокаутом | 13       | 1           |
| Сдачей   | 3        | 0           |
| Решением | 8        | 2           |

| Результат | Рекорд | Соперник           | Способ                                        | Турнир                               | Дата             | Раунд | Время | Место                          | Примечание                                             |
| --------- | ------ | ------------------ | --------------------------------------------- | ------------------------------------ | ---------------- | ----- | ----- | ------------------------------ | ------------------------------------------------------ |
| Победа    | 24-3   | Джаред Каннонир    | Единогласное решение                          | UFC 319                              | 16 августа 2025  | 3     | 5:00  | Чикаго, Иллинойс, США          |                                                        |
| Победа    | 23-3   | Шара Магомедов     | Единогласное решение                          | UFC Fight Night: Адесанья vs. Имавов | 1 февраля 2025   | 3     | 5:00  | Эр-Рияд, Саудовская Аравия     | Вернулся в средний вес                                 |
| Поражение | 22-3   | Иэн Гэрри          | Единогласное решение                          | UFC 303                              | 30 июня 2024     | 3     | 5:00  | T-Mobile Arena, Лас-Вегас, США |                                                        |
| Победа    | 22-2   | Кевин Холланд      | Единогласное решение                          | UFC 299                              | 9 марта 2024     | 3     | 5:00  | Майами, Флорида, США           | Дебют в UFC в полусреднем весе                         |
| Победа    | 21-2   | Гоити Ямаучи       | TKO (удары)                                   | Bellator 292                         | 10 марта 2023    | 1     | 0:26  | Лондон, Англия                 |                                                        |
| Поражение | 20-2   | Логан Сторли       | Раздельное решение                            | Bellator 281                         | 13 мая 2022      | 5     | 5:00  | Лондон, Англия                 | Бой за временный титул в полусреднем весе.             |
| Победа    | 20-1   | Дуглас Лима        | Раздельное решение                            | Bellator 267                         | 1 октября 2021   | 3     | 5:00  | Лондон, Англия                 |                                                        |
| Победа    | 19-1   | Дерек Андерсон     | TKO (остановка доктором)                      | Bellator 258                         | 7 мая 2021       | 1     | 5:00  | Анкасвилл, США                 |                                                        |
| Победа    | 18-1   | Росс Хьюстон       | Единогласное решение                          | Bellator 248                         | 10 октября 2020  | 3     | 5:00  | Париж, Франция                 |                                                        |
| Победа    | 17-1   | Шинсо Анзай        | KO (удар)                                     | Bellator & Rizin                     | 29 декабря 2019  | 2     | 0:23  | Сайтама, Япония                |                                                        |
| Победа    | 16-1   | Дживани Миллино    | KO (удар)                                     | Bellator London 2                    | 23 ноября 2019   | 1     | 1:47  | Лондон, Англия                 |                                                        |
| Победа    | 15-1   | Ричард Кили        | KO (летучее колено)                           | Bellator 227                         | 27 сентября 2019 | 1     | 2:41  | Дублин, Ирландия               |                                                        |
| Поражение | 14-1   | Дуглас Лима        | KO (удары руками)                             | Bellator 221                         | 11 мая 2019      | 2     | 0:35  | Роузмонт, США                  | Полуфинал гран-при Bellator в полусреднем весе.        |
| Победа    | 14-0   | Пол Дейли          | Единогласное решение                          | Bellator 216                         | 16 февраля 2019  | 5     | 5:00  | Анкасвилл, США                 | Четвертьфинал гран-при Bellator в полусреднем весе.    |
| Победа    | 13-0   | Дэвид Рикелс       | Технический нокаут (отказ от продолжения боя) | Bellator 200                         | 25 мая 2018      | 2     | 0:43  | Лондон, Великобритания         |                                                        |
| Победа    | 12-0   | Фернандо Гонсалес  | Раздельное решение                            | Bellator 165                         | 19 ноября 2016   | 3     | 5:00  | Сан-Хосе, США                  |                                                        |
| Победа    | 11-0   | Эванжелиста Сантус | Нокаут (удар коленом в прыжке)                | Bellator 158                         | 16 июля 2016     | 2     | 4:31  | Лондон, Великобритания         |                                                        |
| Победа    | 10-0   | Джереми Холловэй   | Сабмишном (ключ ахилла)                       | Bellator 153                         | 22 апреля 2016   | 1     | 2:15  | Анкасвилл, США                 |                                                        |
| Победа    | 9-0    | Чарльз Онтиверос   | ТКО (удары локтями)                           | Bellator 144                         | 23 октября 2015  | 1     | 3:20  | Анкасвилл, США                 |                                                        |
| Победа    | 8-0    | Руди Бирс          | Нокаут (удар)                                 | Bellator 140                         | 17 июля 2015     | 1     | 1:05  | Анкасвилл, США                 |                                                        |
| Победа    | 7-0    | На-Шон Баррел      | Единогласное решение                          | Bellator 128                         | 10 октября 2014  | 3     | 5:00  | Такервилл, США                 |                                                        |
| Победа    | 6-0    | Рики Рэйни         | ТКО (удары)                                   | Bellator 120                         | 17 мая 2014      | 1     | 4:29  | Саутавен, США                  | Вернулся к полусреднему весу.                          |
| Победа    | 5-0    | Рамдан Мохамед     | Сабмишном (удушение сзади)                    | Super Fight League 15                | 12 апреля 2013   | 1     | 3:48  | Мумбаи, Индия                  | Бой в среднем весе.                                    |
| Победа    | 4-0    | Райан Сандерс      | Нокаут (удар)                                 | Bellator 93                          | 21 марта 2013    | 1     | 0:10  | Льюистон, США                  |                                                        |
| Победа    | 3-0    | Хаитам Эльсаед     | Технический нокаут (остановка доктором)       | Super Fight League 7                 | 2 ноября 2012    | 1     | 2:15  | Мумбаи, Индия                  |                                                        |
| Победа    | 2-0    | Мигель Бернард     | Сабмишном (рычаг локтя)                       | UCMMA 27                             | 7 апреля 2012    | 1     | 1:43  | Лондон, Великобритания         | Бой в промежуточном весе 80 кг; Бернард не сделал вес. |
| Победа    | 1-0    | Бен Дишмен         | Технический нокаут (удар ногой в голову)      | UCMMA 26: The Real Deal              | 4 февраля 2012   | 1     | 1:05  | Лондон, Великобритания         |                                                        |

## Статистика в профессиональном боксе
В таблице перечислены результаты всех поединков боксёров.
В каждой строке указан результат поединка. Дополнительно номер поединка обозначен цветом, который обозначает итог поединка. Расшифровка обозначений и цветов представлена в нижеследующей таблице.
| Пример | Расшифровка                     |
| ------ | ------------------------------- |
|        | Победа                          |
|        | Ничья                           |
|        | Поражение                       |
|        | Планируемый поединок            |
|        | Поединок признан несостоявшимся |
| КО     | Нокаут                          |
| ТКО    | Технический нокаут              |
| PTS    | Решение судей (по очкам)        |
| UD     | Единогласное решение судей      |
| MD     | Решение большинства судей       |
| SD     | Раздельное решение судей        |
| RTD    | Отказ от продолжения боя        |
| DQ     | Дисквалификация                 |
| NC     | Поединок признан несостоявшимся |

| Бой | Дата            | Соперник          | Место боя                           | Результат       | Дополнительно           |
| --- | --------------- | ----------------- | ----------------------------------- | --------------- | ----------------------- |
| 2-0 | 15 июнь 2018    | Михал Ciach       | Йорк-холл, Лондон, Великобритания   | KO 2 (4), 0:18  |                         |
| 1-0 | 20 октября 2017 | Джонатана Кастано | индиго в O2, Лондон, Великобритания | TKO 3 (4), 2:15 | Профессиональный дебют. |